# László Réczi
László Réczi, född den 14 juli 1947 i Kiskunfélegyháza, Ungern, är en ungersk brottare som tog OS-brons i fjäderviktsbrottning i den grekisk-romerska klassen 1976 i Montréal. 